# Liste der Baudenkmäler in Pfarrkirchen

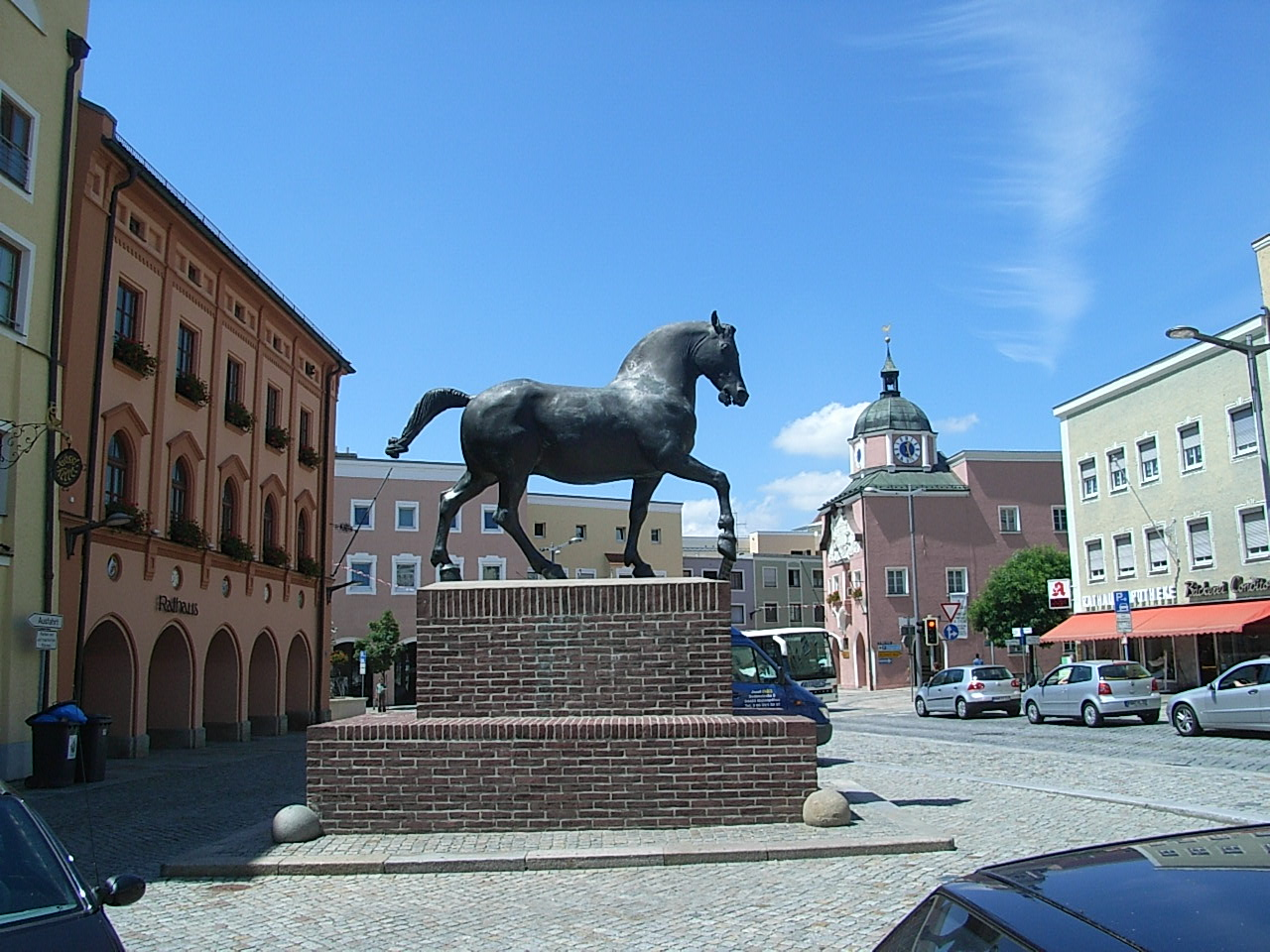
Denkmal für das Rottaler Ross

Auf dieser Seite sind die Baudenkmäler in der niederbayerischen Stadt Pfarrkirchen zusammengestellt. Diese Tabelle ist eine Teilliste der Liste der Baudenkmäler in Bayern. Grundlage ist die Bayerische Denkmalliste, die auf Basis des Bayerischen Denkmalschutzgesetzes vom 1. Oktober 1973 erstmals erstellt wurde und seither durch das Bayerische Landesamt für Denkmalpflege geführt wird. Die folgenden Angaben ersetzen nicht die rechtsverbindliche Auskunft der Denkmalschutzbehörde.

## Ensembles

### Ensemble Altstadt Pfarrkirchen

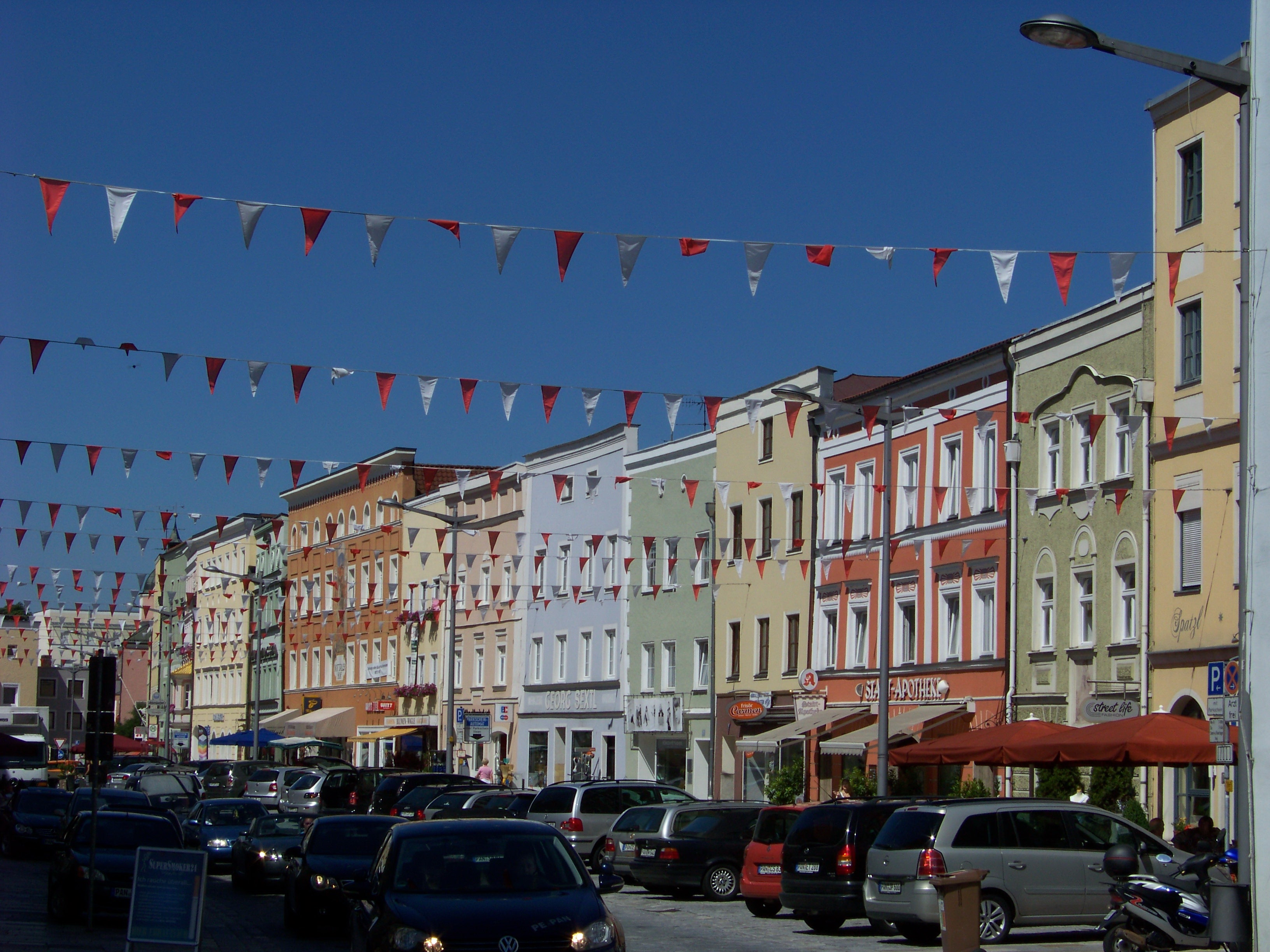
Ein Teil der Altstadt

Das Ensemble umfasst den gesamten Ort innerhalb der Beringgrenze, einschließlich der fast im Quadrat herumgeführten ehemaligen Befestigungsanlagen von Mauer, Graben und Wall.
Pfarrkirchen, eine schon zu römischer Zeit besiedelte Stelle und seit dem 9. Jahrhundert als „Pharrachiricha“ belegte Urpfarrei des mittleren Rottales, erhielt spätestens 1317 von den Wittelsbachern das Marktrecht. Diese waren hier 1259/62 in den Besitz umfangreicher Lehen gelangt, die vorher vom
Hochstift Passau an die Grafen von Ortenburg übergegangen waren. Zu deren Verwaltung wurde von den Herzogen die nahe Burg Reichenberg als Sitz eines „Vitztums an der Rott“ ausgebaut.
Zu der ersten Ortserweiterung mit der Anlage des längsrechteckigen Marktplatzes am Anfang des 14. Jahrhunderts kam in der spätgotischen Zeit eine zweite
Erweiterung mit der Einbeziehung des Spitals und der Ergänzung zum Quadratgrundriss innerhalb der gleichzeitig errichteten, 1558 fertiggestellten Befestigungsanlage, wobei bisher nicht ersichtlich ist, ob die auffallende, durch Staffelung erzeugte Krümmung der Lindner Straße auf eine alte Vormarksiedlung oder einen neben dem Kirchenbereich ältesten Siedlungskern, vielleicht mit Verwaltungsfunktion, zurückgeht. Die heute noch ablesbare Grundeinteilung war durch drei Tore erschlossen, das Reichenberger Tor am Ostende des Stadtplatzes, das Rott-Tor im Südosten beim Spital und das Eggenfeldener Tor im Nordwesten; die beiden weiteren Erschließungen an der Dr.-Bayer-Straße zu dem repräsentativen Baugebiet im Norden und an der Bahnhofstraße im Süden erfolgten im 19. Jahrhundert und standen in Zusammenhang mit der Stadterhebung 1862/3 sowie der Eröffnung der Bahnlinie Neumarkt/St. Veit-Pocking 1879. Eine durchgehend umlaufende Kastanienallee auf dem ehemaligen Wall umgibt seit dem 19. Jahrhundert die Altstadt und setzt diese von den Vorstädten ab.
Die Bebauung besteht vorwiegend aus massiven Satteldachhäusern, zu einem wesentlichen Teil mit waagrechten Vorschussmauern und Laubengängen des 18. und 19. Jahrhunderts, wobei aber die Bausubstanz nicht selten bis ins 15. Jahrhundert zurückreicht. Die Befestigungsmauer von der Mitte des 16. Jahrhunderts existiert in Bruchstücken noch im Nordwesten mit einem Eckturm, im Norden längs der Feuerwehrgasse, hier auch mit dem Rest des Wassergrabens, im Osten versteckterweise in Häusern des Stadtplatzes und der Plinganserstraße, im Süden von Höhe der Ringstraße 14 bis zum Südwesteck und vom Südwesteck, mit dem Unterbau eines Eckturms, bis zur erneuerten Durchfahrt südlich von Lindnerstraße 17.
Aktennummer: E-2-77-138-1

### Ensemble Mahlgassinger Weg
Die Vorstadtbebauung mit Kleinbauern- und Doppelhäusern, teilweise in eng aneinander liegender Reihung über gestaffeltem Grundriss, teilweise mit dazwischenliegenden Abständen und Vorgärten, ist vielleicht der südseitige Rest eines Dorfkerns im Osten der Marktbebauung von Pfarrkirchen. Die räumliche Nähe wird an der Fernwirkung des Turmes der Stadtpfarrkirche sichtbar, der für den Blick von Osten die Giebelseiten mit vorgezogenen Satteldächern überragt. Die Gebäude sind meist verschalte oder verkleidete Obergeschoss-Blockbauten des 18. und 19. Jahrhunderts. Aktennummer: E-2-77-138-4.

## Ehemalige Stadtbefestigung

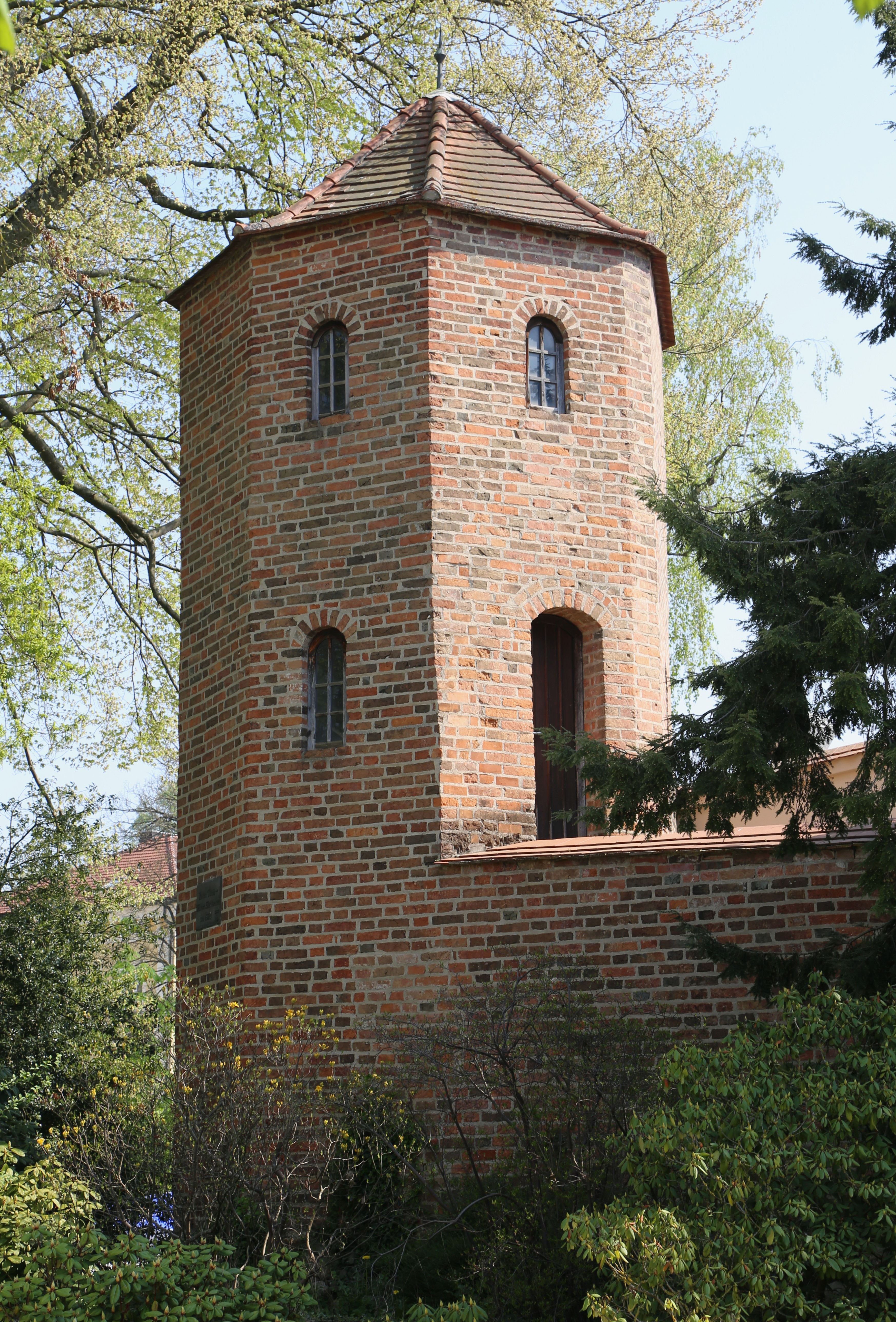
Turm an der Feuerwehrgasse

Es gibt einige erhaltene Teilstücke der Befestigungsmauer, die in Teilen überbaut sind, von der Mitte des 16. Jahrhunderts (D-2-77-138-15):
- Südwestliches Teilstück entlang der Ringstraße zwischen Bahnhofstraße und Lindner Straße verlaufend, zum Teil in den Wohnhausbau integriert
- Nordwestliches Teilstück an der Feuerwehrgasse 1 a und der Lindnerstraße 14 angrenzend
- Nördliches Teilstück entlang der Feuerwehrgasse zwischen Dr.-Bayer-Straße und Ringstraße, mit Schießscharten
- Teilstück im nördlichen Bereich der Wohn- und Geschäftshäuser Stadtplatz 11 bis 39, zum Teil in den Wohnhausbau integriert
- Östliches Teilstück entlang der Ringstraße zwischen Plinganser Straße und Passauer Straße, überbaut
- Südliches Teilstück entlang der Ringstraße zwischen Bahnhofstraße und Pflegstraße verlaufend, zum Teil überbaut

Ecktürme, Mitte 16. Jahrhundert:
- An der Ringstraße angrenzend zum Marienplatz Unterbau eines Eckturms über rechteckigem Grundriss
- Westlich an die Feuerwehrgasse 1 a angrenzend polygonaler Eckturm

Erhaltenes Teilstück des Wassergrabens, Mitte 16. Jahrhundert, von Höhe Dr.-Bayer-Straße 6 nach Osten bis Stadtplatz 39.

## Baudenkmäler nach Ortsteilen

### Pfarrkirchen
| Lage                                               | Objekt                                                          | Beschreibung | Akten-Nr.      | Bild                                                     |
| -------------------------------------------------- | --------------------------------------------------------------- | --- | -------------- | -------------------------------------------------------- |
| Arnstorfer Straße 4 (Standort)                     | Ehemaliges Finanzamt                                            | dreigeschossiger Neubarockbau mit Eckerker und hohem Halbwalmdach, um 1910. | D-2-77-138-2   | weitere Bilder                                           |
| Bahnhofstraße 13 (Standort)                        | Wohn- und Geschäftshaus                                         | dreigeschossig, mit spätklassizistischer Fassade, im Kern wohl 18. Jahrhundert | D-2-77-138-10  | weitere Bilder                                           |
| Bahnhofstraße 17 (Standort)                        | Stadtmauer                                                      | Reststück der Befestigungsmauer, Mitte 16. Jahrhundert; entlang der Ringstraße von der Bahnhofstraße nach Osten verlaufend | D-2-77-138-14  | BW                                                       |
| Bergstraße 1 (Standort)                            | Wohnhaus                                                        | dreigeschossiger Eckbau mit Putzgliederung, 18. Jahrhundert | D-2-77-138-16  | weitere Bilder                                           |
| Dr.-Bachl-Straße 1 (Standort)                      | Bachl-Villa                                                     | Massivbau mit vier dreigeschossigen Mittelrisaliten, an drei Seiten mit Balkonvorbauten, reiche Putzgliederung in neuklassizistischen Formen; Park mit schmiedeeisernem Zaun, Haustein-Torpfosten und einem kleinen Triumphbogen-Eingangstor am Eck, um 1870 | D-2-77-138-17  | weitere Bilder                                           |
| Dr.-Bayer-Straße 8 (Standort)                      | Wohnhaus                                                        | Zweigeschossiger Eckbau mit Risaliten und Jugendstil-Putzdekor, um 1900 | D-2-77-138-18  | weitere Bilder                                           |
| Dr.-Bayer-Straße 14 (Standort)                     | Wohnhaus                                                        | Zweigeschossiger Walmdachbau mit Mezzanin und neuklassizistischer Putzgliederung, 2. Hälfte 19. Jahrhundert | D-2-77-138-20  | weitere Bilder                                           |
| Dr.-Bayer-Straße 16 (Standort)                     | Evangelisch-Lutherisches Pfarrhaus                              | Dreigeschossiger Walmdachbau mit Putzgliederung, von Architekt Wimmer, bezeichnet mit „1903“ | D-2-77-138-21  | weitere Bilder                                           |
| Eggenfeldener Straße 10 (Standort)                 | Nische mit Pieta                                                | Wohl 18. Jahrhundert; am Wohnhaus | D-2-77-138-22  | Nische mit Pieta                                         |
| Gartlberg 8, 8 a (Standort)                        | Katholische Wallfahrtskirche                                    | Barockbau mit Doppelturmfassade und Hl. Grab-Kapelle im Osten des Chores, 1669–1688 nach Plänen von Domenico Zuccalli erbaut, Fertigstellung um 1715 u. a. durch Giovanni Battista Carlone und Paolo d’Allio; mit Ausstattung; Friedhofsmauer mit zwei Rundbogentoren, an der nördlichen Flanke Laubengang mit zwei Eckkapellen und Grabnischen, 2. Hälfte 19. Jahrhundert Leichenhalle, Satteldachbau mit erhöhtem und giebelständigem Mittelteil, gleichzeitig Grabmäler des 18. – 20. Jahrhunderts, zum Teil als Retabelgrabmäler | D-2-77-138-24  | weitere Bilder                                           |
| Gartlberg 15 (Standort)                            | Wohnstallhaus                                                   | Wohnteil als zweigeschossiger Satteldachbau mit Blockbau-Obergeschoss, Pilastergliederung und gewölbtem Hausgang, Anfang 19. Jahrhundert, im Kern wohl älter, ehemaliger Stall, 19. Jahrhundert, teilweise umgebaut. | D-2-77-138-28  | BW                                                       |
| Kirchenplatz 2 (Standort)                          | Ehemalige Friedhofs- oder Erasmuskapelle, jetzt Wohnhaus        | Oktogonbau des frühen 15. Jahrhunderts, ursprünglich Doppelkapelle bestehend aus Karner und sogenannter Erasmuskapelle, im 19. Jahrhundert zu dreigeschossigem ehemaligem Benefiziatenhaus und späterer Schule ausgebaut Allerseelenkapelle, Zentralbau mit schindelgedecktem Kegeldach, beidseits Flügelanbauten, Mitte 18. Jahrhundert; mit Ausstattung | D-2-77-138-29  | Ehemalige Friedhofs- oder Erasmuskapelle, jetzt Wohnhaus |
| Kirchenplatz 3 (Standort)                          | Katholische Stadtpfarrkirche St. Simon und Judas                | Gotischer, basilikaler Strebepfeilerbau mit Backsteinturm, im Kern 14. Jahrhundert, Erweiterung um 1500, um 1660 im Stil der Spätrenaissance verändert, Chor modern; mit Ausstattung | D-2-77-138-30  | weitere Bilder                                           |
| Kirchenplatz 4 (Standort)                          | Mesnerhaus                                                      | Zweigeschossiger Massivbau mit flachem Stufengiebel, um 1800 | D-2-77-138-31  | BW                                                       |
| Kolpingstraße 14 (Standort)                        | Evangelisch-Lutherische Christuskirche                          | Neubarocker Saalbau, 1912/13 von Wilhelm Käb | D-2-77-138-32  | weitere Bilder                                           |
| Lindnerstraße 2 (Standort)                         | Wohn- und Geschäftshaus, ehemaliges Bürgerhaus                  | Zweigeschossiger Bau mit Versprung in der Westfassade und waagrechter Vorschussmauer, im Kern 16./17. Jahrhundert | D-2-77-138-33  | Wohn- und Geschäftshaus, ehemaliges Bürgerhaus           |
| Lindnerstraße 5 (Standort)                         | Ehemaliges Ratsstüberl                                          | Zweigeschossiger, schmaler Bau mit waagrechter Vorschussmauer, wohl 16./17. Jahrhundert | D-2-77-138-34  | Ehemaliges Ratsstüberl                                   |
| Lindnerstraße 7 (Standort)                         | Wohnhaus                                                        | Dreigeschossiger Satteldachbau mit Treppengiebel, im Kern wohl 17. Jahrhundert | D-2-77-138-35  | weitere Bilder                                           |
| Lindnerstraße 9 (Standort)                         | Wohn- und Geschäftshaus                                         | Zweigeschossiger Eckbau mit hoher waagrechter Vorschussmauer, im Kern 16./17. Jahrhundert | D-2-77-138-36  | Wohn- und Geschäftshaus                                  |
| Mahlgassinger Weg 2 a, 2 b (Standort)              | Doppelhaus                                                      | Mit Blockbau-Obergeschoss und vorgezogenem, flach geneigtem Satteldach, Ende 18. Jahrhundert | D-2-77-138-38  | weitere Bilder                                           |
| Nähe Bahnhofstraße (Standort)                      | Brunnen                                                         | Löwe mit Wappen auf Hausteinsockel, 19. Jahrhundert; am Rathaus Ecke Stadtplatz/Bahnhofstraße | D-2-77-138-92  | weitere Bilder                                           |
| Nähe Gartlberg (Standort)                          | Wegkreuz                                                        | mit Assistenzfiguren, errichtet 1849; an Auffahrt westlich der Sebastianskapelle | D-2-77-138-27  | Wegkreuz                                                 |
| Nähe Sebastian-Degginger-Weg (Standort)            | Kriegergedächtniskapelle                                        | Sebastianskapelle, 1922; mit Ausstattung; Kriegerdenkmal | D-2-77-138-25  | weitere Bilder                                           |
| Passauer Straße 11, 13 (Standort)                  | Gasthof                                                         | Bestehend aus zwei zweigeschossigen Massivbauten, westlicher Teil mit traufseitigem Satteldach, östlicher Teil giebelständig mit vorgezogenem Satteldach, im Kern 18. Jahrhundert | D-2-77-138-40  | Gasthof                                                  |
| Passauer Straße 14 (Standort)                      | Doppelhaus                                                      | zweigeschossiger Bau mit verputztem Blockbau-Obergeschoss und vorgezogenem, flach geneigtem Satteldach, im Kern wohl 18. Jahrhundert | D-2-77-138-41  | Doppelhaus                                               |
| Passauer Straße 18 (Standort)                      | Wohn- und Geschäftshaus                                         | Dreigeschossiger Schweifgiebelbau mit Putzgliederung, um 1900 | D-2-77-138-42  | Wohn- und Geschäftshaus                                  |
| Passauer Straße 28 (Standort)                      | Gasthof                                                         | Zweigeschossiger Traufseitbau mit Einfahrt, im Kern 17./18. Jahrhundert | D-2-77-138-43  | Gasthof                                                  |
| Passauer Straße 29 (Standort)                      | Gasthaus                                                        | Giebelständiger Bau mit vorgezogenem Satteldach und teilweise verputztem Blockbau-Obergeschoss, Anfang 19. Jahrhundert | D-2-77-138-44  | weitere Bilder                                           |
| Passauer Straße 77, 79 (Standort)                  | Villa                                                           | Zweigeschossiger Mansardwalmdachbau mit Eckturm, Schweifgiebel, Steinbalkon und Putzgliederung mit neubarockem Stuckdekor, bezeichnet mit „1904“ Einfriedung an der Straßenseite, Anfang 19. Jahrhundert | D-2-77-138-46  | weitere Bilder                                           |
| Passauer Straße 78 (Standort)                      | Kapelle                                                         | Alte Ausstattung der 1962 wiedererrichteten katholischen Kapelle St. Alexius | D-2-77-138-47  | Kapelle                                                  |
| Passauer Straße 81 (Standort)                      | Bildstock                                                       | Mit zwei Granitsäulen und Brunnenbecken, 19. Jahrhundert | D-2-77-138-48  | Bildstock                                                |
| Passauer Straße 83 (Standort)                      | Ehemaliges Bauernhaus                                           | Zweigeschossiger Traufseitbau mit offenem Blockbau-Obergeschoss und vorgezogenem Satteldach, Giebelschrot, Tenneneinfahrt giebelseitig, 18. Jahrhundert | D-2-77-138-49  | Ehemaliges Bauernhaus                                    |
| Peter-Adam-Straße 52 a (Standort)                  | Tribünenbauten der Trabrennbahn                                 | Haupttribüne, Holzständer-Konstruktion zu drei Rängen mit Dach, mittiger Zwerchgiebel mit Sprengwerk, 1895/96, Kanzel als modernes Glas-/ Eisenelement 1983 erneuert Nebentribüne, schlichte Holzständer-Konstruktion zu drei Rängen mit Dach, 1895/96 siehe auch Rennbahnstraße/sogenanntes Herrenhaus der Trabrennbahn | D-2-77-138-171 | BW                                                       |
| Pflegstraße 11 (Standort)                          | Wohnhaus                                                        | zweigeschossiger Massivbau mit Satteldach und Putzgliederung, 1802 (dendro. dat.) | D-2-77-138-192 | Wohnhaus                                                 |
| Pflegstraße 18 (Standort)                          | Ehemaliges Pfleggerichtsgebäude (1712–1803), jetzt Weißbräuhaus | Dreiflügelanlage, Hauptgebäude Satteldachbau mit mehrfach getrennten Vorschussmauern und Erker, bezeichnet mit „1921“, im Kern 17. Jahrhundert Seitenbau mit Altane Rückwärtiger Bau auf Befestigungsmauer des 16. Jahrhunderts | D-2-77-138-55  | weitere Bilder                                           |
| Pflegstraße 22 (Standort)                          | Pfarrhof                                                        | Dreiseithof, Wohntrakt als zweigeschossiger Walmdachbau mit Putzgliederung, im Nordflügel Pavillon mit Zeltdach, 1714–16 Südtrakt auf Befestigungsmauer des 16. Jahrhunderts; mit Ausstattung | D-2-77-138-56  | weitere Bilder                                           |
| Rennbahnstraße 15 (Standort)                       | Sogenanntes Herrenhaus der Trabrennbahn                         | Eingeschossiger Blankziegelbau über angeböschtem Souterrain, drei überdachte Veranden mit aufwändigen Sprenggiebeln, 1904 | D-2-77-138-170 | BW                                                       |
| Ringstraße 2 (Standort)                            | Villa                                                           | Zweigeschossiger Gründerzeit-Bau mit Krüppelwalmdach, Schweifgiebeln, Zwerchhaus, Mittelrisalit, Turm und Balusterschrot, Ende 19. Jahrhundert | D-2-77-138-168 | weitere Bilder                                           |
| Ringstraße 25, 26 (Standort)                       | Wohnhaus                                                        | heute geteilt, zweigeschossiger Traufseitbau mit neuklassizistischer Putzgliederung, um 1895 Schmiedeeiserne Einfriedung | D-2-77-138-59  | weitere Bilder                                           |
| Ringstraße 27 (Standort)                           | Wohnhaus                                                        | Dreigeschossiger Walmdachbau mit Putzgliederung, Mittelteil mit Doppelfensterachsen, Ende 19. Jahrhundert | D-2-77-138-60  | Wohnhaus                                                 |
| Ringstraße 28 (Standort)                           | Villa                                                           | Zweigeschossiger Walmdachbau mit (ehemals offenem) Bogenvorraum zum Eingang, darüber Laubenarkaden, um 1900 | D-2-77-138-61  | BW                                                       |
| Ringstraße 29 (Standort)                           | Ehemalige Knabenschule                                          | Stattlicher dreigeschossiger Eckbau mit flachem Walmdach und Putzgliederung in Neurenaissanceformen, 1895–1896 erbaut | D-2-77-138-62  | weitere Bilder                                           |
| Sebastian-Degginger-Weg; Nähe Gartlberg (Standort) | Kreuzweg                                                        | 15 gemauerte Stationskapellen mit bemalten Nischen, nach 1920; an der Wallfahrtsstiege zum Gartlberg. | D-2-77-138-26  | weitere Bilder                                           |
| Spitalplatz 3, 4 (Standort)                        | Heilig-Geist-Spital mit katholischer Kirche Hl. Geist           | Spitalgebäude, ursprünglich zwei-, seit 1865 dreigeschossiger Bau, 17./18. Jahrhundert Östlich anschließend Saalkirche mit eingezogenem Chor, 15. Jahrhundert; mit Ausstattung | D-2-77-138-68  | weitere Bilder                                           |
| Stadtplatz (Standort)                              | Denkmal für das Rottaler Ross                                   | Pferdestandbild, Bronzeguss auf Klinkersockel, 1965 von Hans Wimmer, 1966 aufgestellt. | D-2-77-138-205 | weitere Bilder                                           |
| Stadtplatz 1 (Standort)                            | Ehemaliges Rathaus, seit 1918 Heimathaus und Stadtmuseum        | Dreigeschossiger Putzbau, um 1500, turmartiger Vorbau mit offener spätgotischer Halle im Erdgeschoss, darüber eingezogener achteckiger Turmaufsatz, 17. Jahrhundert, Stuckwappen des Kurfürsten Karl Theodor über Flacherker, bezeichnet mit „1787“ | D-2-77-138-69  | weitere Bilder                                           |
| Stadtplatz 2 (Standort)                            | Rathaus                                                         | Dreigeschossiger Eckbau mit Mezzanin und hohem Laubengang, Fassadengliederung im Maximiliansstil, 1864/65 | D-2-77-138-70  | weitere Bilder                                           |
| Stadtplatz 4 (Standort)                            | Ehemaliger Gasthof                                              | Viergeschossig mit Erker, waagrechter Vorschussmauer und Laubengang im Erdgeschoss, im Kern wohl 16. Jahrhundert | D-2-77-138-71  | weitere Bilder                                           |
| Stadtplatz 8 (Standort)                            | Kirchenwirt                                                     | Dreigeschossiger Massivbau mit drei Rückstaffelungen im Grundriss am Durchgang zur Kirche, waagrechte Vorschussmauer, im Kern 16./17. Jahrhundert | D-2-77-138-72  | Kirchenwirt                                              |
| Stadtplatz 9 (Standort)                            | Ehemaliges Gasthaus Plinganser                                  | Dreigeschossiger Satteldachbau mit hoher gerader Vorschussmauer, Renaissance-Arkadengänge an Hofseite, 16./17. Jahrhundert Elternhaus von Georg Sebastian Plinganser (Inschrifttafel) | D-2-77-138-73  | weitere Bilder                                           |
| Stadtplatz 10 (Standort)                           | Wohn- und Geschäftshaus                                         | Dreigeschossig mit Obergeschoss-Erker und Torbogen zum Kirchenplatz, im Kern wohl 15./16. Jahrhundert | D-2-77-138-74  | Wohn- und Geschäftshaus                                  |
| Stadtplatz 11 (Standort)                           | Wohn- und Geschäftshaus                                         | Dreigeschossig mit Erker, Fassadengliederung und hoher gerader Vorschussmauer, im Kern wohl 15./16. Jahrhundert Reststück der Befestigungsmauer, Mitte 16. Jahrhundert, nördlich | D-2-77-138-75  | Wohn- und Geschäftshaus                                  |
| Stadtplatz 12 (Standort)                           | Wohn- und Geschäftshaus                                         | Viergeschossig, im Kern 15./16. Jahrhundert, in der 2. Hälfte des 19. Jahrhunderts aufgestockt Im südlichen Gebäudeteil profanierte Nikolaus-Kapelle, kleiner Saalraum mit dreijochigem Kreuzgratgewölbe, Mitte 17. Jahrhundert, und mit beschlagener Eisentüre, bezeichnet mit „1794“ Unter dem nördlichen Gebäudeteil großer Gewölbekeller, wohl spätmittelalterlich | D-2-77-138-169 | Wohn- und Geschäftshaus                                  |
| Stadtplatz 14 (Standort)                           | Wohn- und Geschäftshaus                                         | Viergeschossiger Eckbau mit Walmdach und Fassadengliederung, im Kern wohl 16./17. Jahrhundert | D-2-77-138-77  | weitere Bilder                                           |
| Stadtplatz 16 (Standort)                           | Wohn- und Geschäftshaus                                         | Viergeschossig mit waagrechter Vorschussmauer, Putzgliederung und Erker, 1. Hälfte 19. Jahrhundert | D-2-77-138-78  | weitere Bilder                                           |
| Stadtplatz 17 (Standort)                           | Wohn- und Geschäftshaus                                         | Dreigeschossiger Satteldachbau mit waagrechter Vorschussmauer, Putzgliederung und Rundreliefs, im Kern wohl 16./17. Jahrhundert Zugehöriges Reststück der Befestigungsmauer, Mitte 16. Jahrhundert, nördlich | D-2-77-138-79  | weitere Bilder                                           |
| Stadtplatz 19, 21 (Standort)                       | Wohn- und Geschäftshaus, ehemals Gasthof „Rottaler Hof“         | Dreigeschossiger Bau mit waagrechter Vorschussmauer, im Kern wohl 16./17. Jahrhundert Überbautes Reststück der Befestigungsmauer, Mitte 16. Jahrhundert, nördlich | D-2-77-138-80  | weitere Bilder                                           |
| Stadtplatz 22 (Standort)                           | Wohn- und Geschäftshaus                                         | Dreigeschossiger Satteldachbau mit Vorschussgiebel und Obergeschoss-Flacherker, im Kern wohl 15./16. Jahrhundert | D-2-77-138-81  | weitere Bilder                                           |
| Stadtplatz 24 (Standort)                           | Wohn- und Geschäftshaus                                         | Dreigeschossig mit hoher waagrechter Vorschussmauer und mittigem Flacherker, im Kern wohl 15. Jahrhundert | D-2-77-138-82  | weitere Bilder                                           |
| Stadtplatz 28 (Standort)                           | Wohn- und Geschäftshaus                                         | Ehemaliges Bürgerhaus mit dreigeschossiger Vorschuss-Mauer, im Kern 16. Jahrhundert Unter dem platzseitigen Bauabschnitt großer Gewölbekeller, wohl spätmittelalterlich | D-2-77-138-172 | Wohn- und Geschäftshaus                                  |
| Stadtplatz 36 (Standort)                           | Wohn- und Geschäftshaus                                         | Dreigeschossiger Walmdachbau in Ecklage mit reichhaltiger Fassadengliederung, 2. Hälfte 19. Jahrhundert | D-2-77-138-89  | weitere Bilder                                           |

### Aist
| Lage              | Objekt     | Beschreibung                                                                   | Akten-Nr.     | Bild |
| ----------------- | ---------- | ------------------------------------------------------------------------------ | ------------- | ---- |
| Aist 1 (Standort) | Hofkapelle | Kleiner neugotischer Bau mit Glockentürmchen, 19. Jahrhundert; mit Ausstattung | D-2-77-138-95 | BW   |

### Altersham
| Lage                    | Objekt                         | Beschreibung | Akten-Nr.     | Bild |
| ----------------------- | ------------------------------ | --- | ------------- | ---- |
| Altersham 32 (Standort) | Hammerschmiede                 | Kleiner, massiver Satteldachbau, 1861 mit vollständig erhaltener technischer Ausstattung                           | D-2-77-138-97 | BW   |
| Altersham 56 (Standort) | Bauernhaus eines Vierseithofes | Zweigeschossiger Traufseitbau mit Blockbau-Obergeschoss und Schrot, im Kern 1. Hälfte 19. Jahrhundert, Dach später | D-2-77-138-98 | BW   |

### Asbach
| Lage                | Objekt                                     | Beschreibung                                                                                          | Akten-Nr.     | Bild |
| ------------------- | ------------------------------------------ | --- | ------------- | ---- |
| Asbach 5 (Standort) | Rottaler Wohnstallhaus eines Vierseithofes | Mit Blockbau-Obergeschoss und Doppelschrot über verändertem Erdgeschoss, im Kern Ende 18. Jahrhundert | D-2-77-138-99 | BW   |

### Benk
| Lage              | Objekt                 | Beschreibung | Akten-Nr.      | Bild |
| ----------------- | ---------------------- | --- | -------------- | ---- |
| Benk 1 (Standort) | Vierseithof            | Blankziegelbauten, um 1860/75 Bauernhaus, zweigeschossiger Satteldachbau mit Friesen, im Kern älter Stallgebäude, zweigeschossiger Satteldachbau Remise, Blockbau-Oberteil über Korbbogenarkaden Stadel Hofeinfahrt | D-2-77-138-100 | BW   |
| Benk 4 (Standort) | Rottaler Wohnstallhaus | Mit offenem Blockbau-Obergeschoss, Doppelschrot und Flachsatteldach, im Kern Anfang 19. Jahrhundert | D-2-77-138-101 | BW   |

### Brunnöd
| Lage                 | Objekt     | Beschreibung                                                                                       | Akten-Nr.      | Bild |
| -------------------- | ---------- | -------------------------------------------------------------------------------------------------- | -------------- | ---- |
| Brunnöd 1 (Standort) | Hofkapelle | Stattlicher neugotischer Blankziegelbau mit Dachreiter, 2. Hälfte 19. Jahrhundert; mit Ausstattung | D-2-77-138-102 | BW   |

### Degernbach
| Lage                    | Objekt                 | Beschreibung | Akten-Nr.      | Bild |
| ----------------------- | ---------------------- | --- | -------------- | ---- |
| Degernbach 8 (Standort) | Ehemaliger Einfirsthof | Zweigeschossiger Blockbau, z. T. verschindelt, mit flach geneigtem Satteldach und giebelseitigem Balusterschrot, Ende 18. und Mitte 19. Jahrhundert | D-2-77-138-103 | BW   |

### Diepolting
| Lage                    | Objekt                                                 | Beschreibung | Akten-Nr.      | Bild |
| ----------------------- | ------------------------------------------------------ | --- | -------------- | ---- |
| Diepolting 1 (Standort) | Rottaler Wohnstallhaus eines stattlichen Vierseithofes | Zweigeschossig, mit offenem Blockbau-Obergeschoss und flach geneigtem Satteldach, um 1820/30 Westflügel mit Ständerbohlenbau im Obergeschoss, gleichzeitig | D-2-77-138-106 | BW   |

### Dulding
| Lage                 | Objekt                            | Beschreibung | Akten-Nr.      | Bild |
| -------------------- | --------------------------------- | --- | -------------- | ---- |
| Dulding 2 (Standort) | Wohnstallhaus eines Vierseithofes | Hofseitig mit Blockbau-Obergeschoss und zwei Giebelschroten, seltener Klingschrot, Taubenschlag unter dem First, innen bezeichnet mit „1836“ | D-2-77-138-107 | BW   |

### Einbach
| Lage                 | Objekt                                     | Beschreibung | Akten-Nr.      | Bild |
| -------------------- | ------------------------------------------ | --- | -------------- | ---- |
| Einbach 1 (Standort) | Rottaler Wohnstallhaus eines Vierseithofes | Mit beiderseitigem Stall (kein Stockhaus), flach geneigtem Satteldach über Blockbau-Obergeschoss und Doppelschrot, bezeichnet mit „1814“ Westflügel geständerter Traidkasten mit Durchfahrt, 1. Hälfte 19. Jahrhundert | D-2-77-138-108 | BW   |

### Gehring
| Lage                  | Objekt        | Beschreibung | Akten-Nr.      | Bild |
| --------------------- | ------------- | --- | -------------- | ---- |
| Gehring 18 (Standort) | Mittertennbau | Wohnteil mit offenem Blockbau-Obergeschoss und Traufschrot über massivem Erdgeschoss, Mitte 19. Jahrhundert, Dach später | D-2-77-138-111 | BW   |

### Grub
| Lage              | Objekt                                                        | Beschreibung | Akten-Nr.      | Bild |
| ----------------- | ------------------------------------------------------------- | --- | -------------- | ---- |
| Grub 2 (Standort) | Giebelgeteiltes Wohnstallhaus eines stattlichen Dreiseithofes | Massivbau mit Satteldach, auf einem Ziegel bezeichnet 1759 Westflügel mit Ständerbohlenwänden und eingebautem Traidkasten, 1. Hälfte 19. Jahrhundert                       | D-2-77-138-113 | BW   |
| Grub 7 (Standort) | Mühle                                                         | Zweiteilige Anlage mit Satteldächern; zweigeschossiges Wohnhaus als verschalter Blockbau, Erdgeschoss z. T. gemauert, Kern Ende 18. Jahrhundert, anschließend Ökonomieteil | D-2-77-138-112 | BW   |

### Gstockert
| Lage                   | Objekt     | Beschreibung | Akten-Nr.      | Bild |
| ---------------------- | ---------- | --- | -------------- | ---- |
| Gstockert 1 (Standort) | Bauernhaus | Zweigeschossiger offener Blockbau, Giebelseite mit Bretterschrot und verschaltem Giebeldreieck, im Kern um 1800, Dach später | D-2-77-138-115 | BW   |

### Haberbach
| Lage                    | Objekt                         | Beschreibung | Akten-Nr.      | Bild |
| ----------------------- | ------------------------------ | --- | -------------- | ---- |
| Haberbach 10 (Standort) | Bauernhaus eines Vierseithofes | Zweigeschossiger, zum Teil verschindelter Blockbau mit Traufschrot, im Kern Ende 18. Jahrhundert, Dach später Parallel zur Straße langer Stadel mit Ständerbohlen-Obergeschoss über erneuertem, massivem Erdgeschoss, 1. Drittel 19. Jahrhundert | D-2-77-138-117 | BW   |
| Haberbach 12 (Standort) | Bauernhaus eines Vierseithofes | Zweigeschossiger Blockbau mit Traufschrot, zum Teil verkleidet, im Kern Ende 18. Jahrhundert, Dach später | D-2-77-138-118 | BW   |

### Haböd
| Lage               | Objekt                    | Beschreibung                                    | Akten-Nr.      | Bild |
| ------------------ | ------------------------- | ----------------------------------------------- | -------------- | ---- |
| Haböd 2 (Standort) | Bildstock in Kapellenform | Mit farbigem Gipsrelief, Anfang 20. Jahrhundert | D-2-77-138-120 | BW   |

### Kühstetten
| Lage                    | Objekt                            | Beschreibung | Akten-Nr.      | Bild |
| ----------------------- | --------------------------------- | --- | -------------- | ---- |
| Kühstetten 1 (Standort) | Wohnstallhaus eines Vierseithofes | Zweigeschossiger und giebelständiger Blockbau (Dach leicht erhöht), mit profilierten Stürzen und Schroten, am Oberschrot bezeichnet mit „1802“ | D-2-77-138-124 | BW   |

### Lanzing
| Lage                  | Objekt                 | Beschreibung | Akten-Nr.      | Bild |
| --------------------- | ---------------------- | --- | -------------- | ---- |
| Lanzing 9 (Standort)  | Ehemaliger Einfirsthof | Offener Blockbau, zum Teil im Erdgeschoss gemauert, flach geneigtes Satteldach, rückwärtiger Bereich erneuert, Anfang 19. Jahrhundert | D-2-77-138-126 | BW   |
| Lanzing 11 (Standort) | Querstockhaus          | Mittelteil zweigeschossiger Blockbau, im Kern Ende 17. Jahrhundert, im 19. erhöht und First gedreht.                                  | D-2-77-138-127 | BW   |

### Mahlgassing
| Lage                     | Objekt                          | Beschreibung | Akten-Nr.      | Bild |
| ------------------------ | ------------------------------- | --- | -------------- | ---- |
| Mahlgassing 2 (Standort) | Wohnhaus zur Bavaria Kunstmühle | Zweigeschossiger Massivbau mit vorgezogenem Pyramidendach, Fassadengliederung, Eingangsrisalit und polygonalem Eckerker, um 1920; dazugehöriges Gartenhäuschen, eingeschossiger Walmdachbau, gleichzeitig                          | D-2-77-138-208 | BW   |
| Mahlgassing 3 (Standort) | Bavaria Kunstmühle              | Ehemals Mühlengebäude mit seitlichem Hoftor, dreigeschossiger Massivbau mit Mezzaningeschoss und flachem Satteldach, Kernbau 1856, Aufstockung und Erweiterung, um 1910/20; mit technischer Ausstattung; dazugehöriger Mühlenkanal | D-2-77-138-207 | BW   |

### Neunöd
| Lage                | Objekt                                     | Beschreibung | Akten-Nr.      | Bild |
| ------------------- | ------------------------------------------ | --- | -------------- | ---- |
| Neunöd 1 (Standort) | Rottaler Wohnstallhaus eines Vierseithofes | Zweigeschossiger Blockbau (drei Seiten modern verkleidet), mit Doppelschrot und flach geneigtem Satteldach, bezeichnet mit „1765“ | D-2-77-138-128 | BW   |

### Obergaiching
| Lage                      | Objekt                         | Beschreibung | Akten-Nr.      | Bild |
| ------------------------- | ------------------------------ | --- | -------------- | ---- |
| Obergaiching 1 (Standort) | Rottaler Bauernhaus            | Zum Teil verschalter Blockbau mit zwei Giebelschroten, bezeichnet mit „1810“ Gegenüber Stadel mit Ständerbohlen-Bundwerk, bezeichnet mit „1804“ | D-2-77-138-129 | BW   |
| Obergaiching 2 (Standort) | Bauernhaus eines Vierseithofes | In Blockbau, zum Teil verbrettert, im Kern Ende 18. Jahrhundert, Dach später                                                                    | D-2-77-138-130 | BW   |

### Obergrasensee
| Lage                        | Objekt                               | Beschreibung                                                     | Akten-Nr.      | Bild                                 |
| --------------------------- | ------------------------------------ | ---------------------------------------------------------------- | -------------- | ------------------------------------ |
| Obergrasensee 12 (Standort) | Katholische Filialkirche St. Ägidius | Saalbau, erbaut 1541, der neugotische Turm 1857; mit Ausstattung | D-2-77-138-131 | Katholische Filialkirche St. Ägidius |

### Oberham
| Lage                  | Objekt                            | Beschreibung | Akten-Nr.      | Bild |
| --------------------- | --------------------------------- | --- | -------------- | ---- |
| Oberham 6 (Standort)  | Wohnstallhaus eines Dreiseithofes | Zweigeschossiger, offener Blockbau mit flach geneigtem Satteldach und kleinem Giebelschrot, gemauerter Stallteil, um 1800               | D-2-77-138-133 | BW   |
| Oberham 7 (Standort)  | Wohnstallhaus                     | Zweigeschossiger, offener Blockbau mit gemauertem Stallteil, flach geneigtem Satteldach und kleinem Giebelschrot, um 1800               | D-2-77-138-134 | BW   |
| Oberham 38 (Standort) | Ehemaliges Bauernhaus aus Hirla   | Zweigeschossiger Blockbau mit Giebelschroten, bemalten Balkenköpfen und Kopfbügen, mehrfach bezeichnet mit „1718“, 1977 wiedererrichtet | D-2-77-138-136 | BW   |
| Oberham 39 (Standort) | Ehemaliges Bauernhaus aus Roßbach | Obergeschoss in Blockbau mit Giebel- und Traufseitschrot, um 1780/90, 1979 auf gemauertem Erdgeschoss wiedererrichtet                   | D-2-77-138-135 | BW   |

### Ölharten
| Lage                  | Objekt     | Beschreibung | Akten-Nr.      | Bild |
| --------------------- | ---------- | --- | -------------- | ---- |
| Ölharten 5 (Standort) | Bauernhaus | Zweigeschossiger, giebelseitig zum Teil verschindelter Blockbau mit Traufschrot, im Kern 4. Viertel 18. Jahrhundert, Dach später; zugehörig zu Dreiseithof. | D-2-77-138-137 | BW   |

### Reichenberg
| Lage                                | Objekt                     | Beschreibung | Akten-Nr.      | Bild                       |
| ----------------------------------- | -------------------------- | --- | -------------- | -------------------------- |
| Herzog-Heinrich-Straße (Standort)   | Wegkapelle                 | Kleiner Satteldachbau auf dem Burgstall, 18./19. Jahrhundert                                                             | D-2-77-138-144 | Wegkapelle                 |
| Herzog-Heinrich-Straße 5 (Standort) | Berggaststätte Reichenberg | Zweigeschossiger Massivbau mit Walmdach, aus dem Steinmaterial der ehemaligen Burg Reichenberg, um 1820                  | D-2-77-138-139 | Berggaststätte Reichenberg |
| Kapellenweg 15 (Standort)           | Einfirsthof                | Zweigeschossiger Blockbau mit weit vorgezogenem, flach geneigtem Satteldach und Giebelschrot, 4. Viertel 18. Jahrhundert | D-2-77-138-141 | BW                         |
| Kapellenweg 24 (Standort)           | Ehemaliges Bauernhaus      | Zweigeschossiger Blockbau mit Satteldach, teilweise ausgemauert, 1. Viertel 19. Jahrhundert                              | D-2-77-138-140 | BW                         |
| Reichenberg 14 (Standort)           | Kleinbauernhaus            | Mittertennbau mit Blockbau-Obergeschoss, Giebelschrot und flach geneigtem Satteldach, Ende 18. Jahrhundert               | D-2-77-138-142 | BW                         |

### Reith
| Lage               | Objekt                                     | Beschreibung | Akten-Nr.      | Bild |
| ------------------ | ------------------------------------------ | --- | -------------- | ---- |
| Reith 1 (Standort) | Rottaler Wohnstallhaus eines Vierseithofes | Mit offenem Blockbau-Obergeschoss und zwei Giebelschroten, Ende 18. Jahrhundert Wagenschuppen, Ziegelbau mit Treppengiebeln und zwei Durchfahrten, 3. Viertel 19. Jahrhundert | D-2-77-138-145 | BW   |

### Rießleithen
| Lage                                    | Objekt                 | Beschreibung                                                         | Akten-Nr.      | Bild |
| --------------------------------------- | ---------------------- | -------------------------------------------------------------------- | -------------- | ---- |
| Rießleithen 1 (Standort)                | Zugehöriger Westflügel | Gemauerter Stall mit Heuboden in Blockbau, 2. Hälfte 19. Jahrhundert | D-2-77-138-146 | BW   |
| Rießleithen 1; Rießleithen 2 (Standort) | Bildstock              | 19. Jahrhundert; ostwärts des Hofes                                  | D-2-77-138-147 | BW   |

### Rockern
| Lage                 | Objekt             | Beschreibung                                                                 | Akten-Nr.      | Bild |
| -------------------- | ------------------ | ---------------------------------------------------------------------------- | -------------- | ---- |
| Rockern 1 (Standort) | Zugehöriger Stadel | (Ostflügel) mit Ständerbohlen-Front, 1. Hälfte 19. Jahrhundert               | D-2-77-138-149 | BW   |
| Rockern 4 (Standort) | Kleinhaus          | Zweigeschossiger offener Blockbau, im Kern Ende 18. Jahrhundert, Dach später | D-2-77-138-148 | BW   |

### Rott
| Lage              | Objekt                         | Beschreibung | Akten-Nr.      | Bild |
| ----------------- | ------------------------------ | --- | -------------- | ---- |
| Rott 1 (Standort) | Rottaler Bauernhaus            | Blockbau mit zwei Schroten und bemalten Balkenköpfen, bezeichnet mit „1718“ zugehörig Stallstadel                                                | D-2-77-138-150 | BW   |
| Rott 7 (Standort) | Bauernhaus                     | Zweigeschossiger Giebelbau mit offenem Blockbau-Obergeschoss und Brettbalusterschrot, wohl 1734                                                  | D-2-77-138-151 | BW   |
| Rott 9 (Standort) | Bauernhaus eines Dreiseithofes | Zweigeschossiger Giebelbau mit Blockbau-Obergeschoss und Doppelschrot, im Kern Ende 17. Jahrhundert, erweitert und erhöht Anfang 19. Jahrhundert | D-2-77-138-152 | BW   |

### Stöckl
| Lage                | Objekt                              | Beschreibung                                                                                         | Akten-Nr.      | Bild                                |
| ------------------- | ----------------------------------- | --- | -------------- | ----------------------------------- |
| Stöckl 1 (Standort) | Wohnhaus eines großen Vierseithofes | Zweigeschossiger Massivbau mit Zeltdach über Mezzaningeschoss und Architekturgliederung, erbaut 1904 | D-2-77-138-156 | Wohnhaus eines großen Vierseithofes |

### Untergrasensee
| Lage                          | Objekt                                | Beschreibung | Akten-Nr.      | Bild                                  |
| ----------------------------- | ------------------------------------- | --- | -------------- | ------------------------------------- |
| Kreisstraße PAN 17 (Standort) | Holzfigur hl. Johannes von Nepomuk    | Mitte 18. Jahrhundert; in modernem Bildstock | D-2-77-138-161 | Holzfigur hl. Johannes von Nepomuk    |
| Untergrasensee 28 (Standort)  | Kleinbauernhaus                       | Giebelständiger Bau mit offenem Blockbau-Obergeschoss und flach geneigtem Satteldach, 2. Hälfte 19. Jahrhundert | D-2-77-138-160 | BW                                    |
| Untergrasensee 82 (Standort)  | Katholische Filialkirche St. Nikolaus | Spätgotischer Saalbau, im Kern 15. Jahrhundert, um 1700 barockisiert; mit Ausstattung Westlich ausspringender Turm mit Achtort und Zwiebelhaube Die Kirche wurde 1805 säkularisiert und 1811 durch die Gemeinde zurückgekauft | D-2-77-138-159 | Katholische Filialkirche St. Nikolaus |

### Waldhof
| Lage                  | Objekt                                    | Beschreibung | Akten-Nr.      | Bild |
| --------------------- | ----------------------------------------- | --- | -------------- | ---- |
| Waldhof 1 (Standort)  | Bauernhaus                                | Zweigeschossig mit Blockbau-Obergeschoss, zwei verbretterten Giebelschroten und flach geneigtem Satteldach, 4. Viertel 18. Jahrhundert                               | D-2-77-138-162 | BW   |
| Waldhof 2 (Standort)  | Ehemaliges Pfarrhaus                      | Zweigeschossiger, teilverschindelter Blockbau mit kleinem eisernem Giebelschrot und flach geneigtem Satteldach, erbaut 1724                                          | D-2-77-138-163 | BW   |
| Waldhof 4 (Standort)  | Katholische Pfarrkirche Mariä Himmelfahrt | Spätgotische Anlage um 1493, Turmunterbau Ende 13. Jahrhundert, später zweimal nach Westen verlängert; mit Ausstattung Friedhofsmauer, im Kern wohl noch spätgotisch | D-2-77-138-164 | BW   |
| Waldhof 28 (Standort) | Bauernhaus eines Dreiseithofes            | In Blockbau, zum Teil massiv ausgemauert, im Kern 3. Viertel 18. Jahrhundert, in der 2. Hälfte des 19. Jahrhunderts aufgestockt und mit flachem Walmdach versehen    | D-2-77-138-166 | BW   |

### Woching
| Lage                 | Objekt                                  | Beschreibung | Akten-Nr.      | Bild |
| -------------------- | --------------------------------------- | --- | -------------- | ---- |
| Woching 2 (Standort) | Rottaler Bauernhaus eines Vierseithofes | Zweigeschossiger, stattlicher Obergeschoss-Blockbau mit doppeltem Balusterschrot, bezeichnet mit „1763“ Wagenschuppen, Blockbau über gemauerten Arkaden, 1. Hälfte 19. Jahrhundert | D-2-77-138-167 | BW   |

### Wolfskugel
| Lage                    | Objekt        | Beschreibung | Akten-Nr.    | Bild |
| ----------------------- | ------------- | --- | ------------ | ---- |
| Wolfskugel 1 (Standort) | Wohnstallhaus | Zweigeschossig, mit verputztem Blockbau-Obergeschoss, flach geneigtem Satteldach und zwei Giebelschroten, bezeichnet mit „1822“ | D-2-77-138-1 | BW   |

## Ehemalige Baudenkmäler
In diesem Abschnitt sind Objekte aufgeführt, die früher einmal in der Denkmalliste eingetragen waren, jetzt aber nicht mehr. Objekte, die in anderem Zusammenhang also z. B. als Teil eines Baudenkmals weiter eingetragen sind, sollen hier nicht aufgeführt werden. Aktennummern in diesem Abschnitt sind ehemalige, jetzt nicht mehr gültige Aktennummern.

| Lage                                                         | Objekt                                      | Beschreibung | Akten-Nr.     | Bild                                        |
| ------------------------------------------------------------ | ------------------------------------------- | --- | ------------- | ------------------------------------------- |
| Pfarrkirchen Äußere Simbacher Straße 31 (Standort)           | Wohnhaus                                    | zweieinhalbgeschossiger Massivbau mit vorgezogenem, flach geneigtem Satteldach, um 1820.                                    | D-2-77-138-66 | BW                                          |
| Pfarrkirchen Feuerwehrgasse 1 a, Lindnerstraße 14 (Standort) | Gasthof                                     | Dreigeschossiger, langgestreckter Bau mit hoher waagrechter Vorschussmauer und zweiseitigem Laubengang im Innenhof, um 1640 | D-2-77-138-37 | BW                                          |
| Pfarrkirchen Stadtplatz 33 (Standort)                        | Wohn- und Geschäftshaus, seit 1804 Apotheke | Dreigeschossiger Bau mit waagrechter Vorschussmauer, im Kern wohl 17. Jahrhundert                                           | D-2-77-138-87 | Wohn- und Geschäftshaus, seit 1804 Apotheke |